# Rattana Petch-Aporn
Rattana Petch-Aporn (tiếng Thái: รัตนะ เพ็ชรอาภรณ์, sinh ngày 15 tháng 7 năm 1982), còn được biết với tên đơn giản Na (tiếng Thái: นะ), là một cầu thủ bóng đá người Thái Lan đã giải nghệ thi đấu ở vị trí tiền vệ phòng ngự. Anh cũng là thành viên của đội tuyển quốc gia Thái Lan.

## Sự nghiệp quốc tế
Vào tháng 9 năm 2012 Rattana được triệu tập thi đấu giao hữu trước Lào.

### Quốc tế
Tính đến 12 tháng 11 năm 2015
| Đội tuyển quốc gia | Năm  | Số trận | Bàn thắng |
| ------------------ | ---- | ------- | --------- |
| Thái Lan           | 2012 | 3       | 1         |
| Thái Lan           | Tổng | 3       | 1         |

## Bàn thắng quốc tế
| #  | Ngày                 | Địa điểm                                 | Đối thủ | Tỉ số | Kết quả | Giải đấu         |
| -- | -------------------- | ---------------------------------------- | ------- | ----- | ------- | ---------------- |
| 1. | 14 tháng 11 năm 2012 | Sân vận động Thái Lan-Nhật Bản, Thái Lan | Bhutan  | 5–0   | 5–0     | Giao hữu quốc tế |

## Danh hiệu

### Câu lạc bộ
Buriram
- Giải bóng đá hạng nhất quốc gia Thái Lan
  -  Vô địch (1): 2011

Ratchaburi
- Giải bóng đá hạng nhất quốc gia Thái Lan
  -  Vô địch (1): 2012